# Satyrium marcidum
Satyrium marcidum is een vlinder uit de familie van de Lycaenidae. De wetenschappelijke naam van de soort werd als Strymon marcidus in 1921 gepubliceerd door Riley.